# HpFP
HpFP（High-performance and Flexible Protocol）は、情報通信研究機構（NICT）と株式会社クレアリンクテクノロジーが2014年より開発している、広帯域・高遅延ネットワーク（LFN: Long-Fat Network）において高い通信性能を示す超高速データ通信プロトコル。 
特に、TCP（Transmission Control Protocol）が不得意な高パケットロス環境で高い性能を発揮する。 
HpFPソケットライブラリはTCPソケットライブラリ互換で設計しており、既存の様々なTCPベースのインターネットアプリケーションの通信部を高速化することができる。たとえば、hperfはiperfをベースとしたHpFPによるネットワーク環境計測ツールである。また、HCP toolsはHpFPをベースに情報通信研究機構が開発したファイル転送アプリケーションをもとに、クレアリンクテクノロジー社が開発した高速データファイル転送ツールである。 

## 目的
HpFPは長距離・高遅延の広帯域ネットワーク環境でパケットロスがあっても高い通信性能を有する独自の通信プロトコルである。 

## HpFP version1（HpFP1)

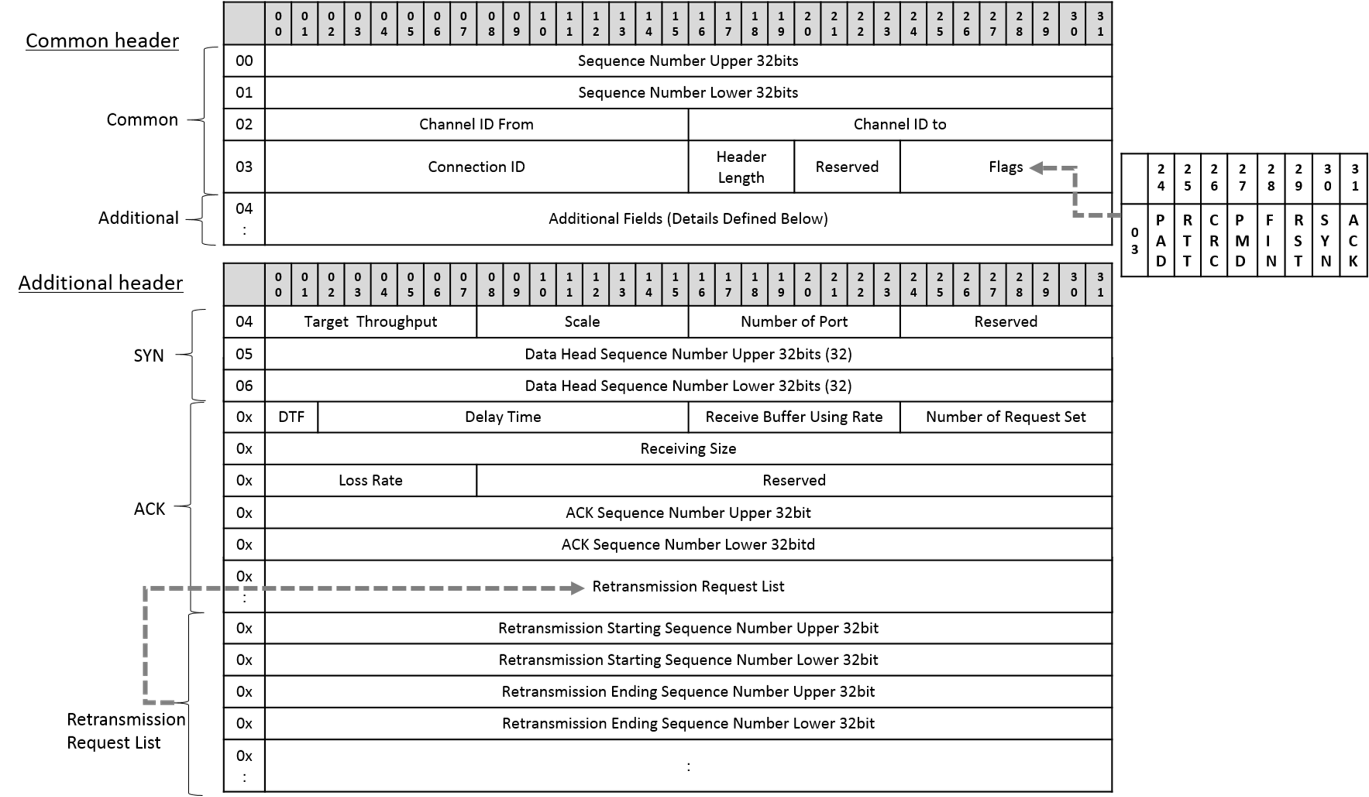
HpFP1プロトコルスタック

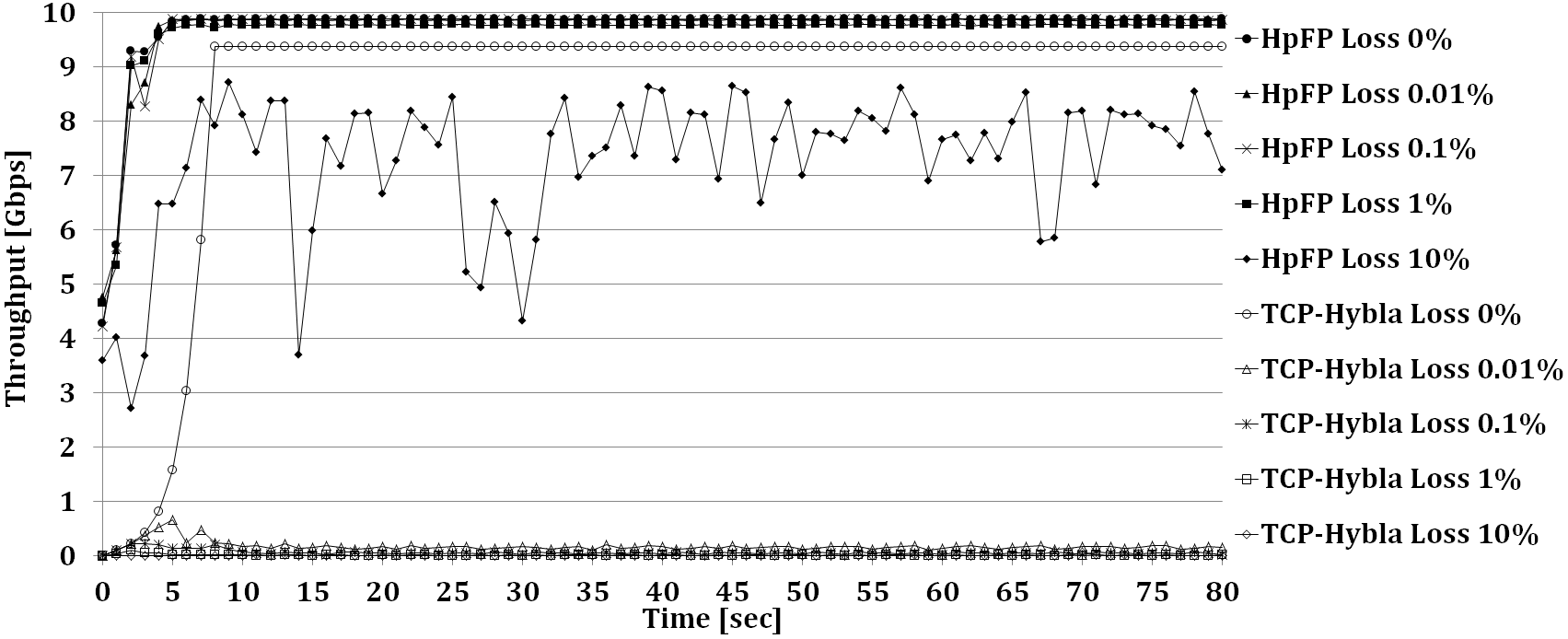
既存IPモバイル網を想定した高遅延ネットワーク上でのTCPの振る舞い

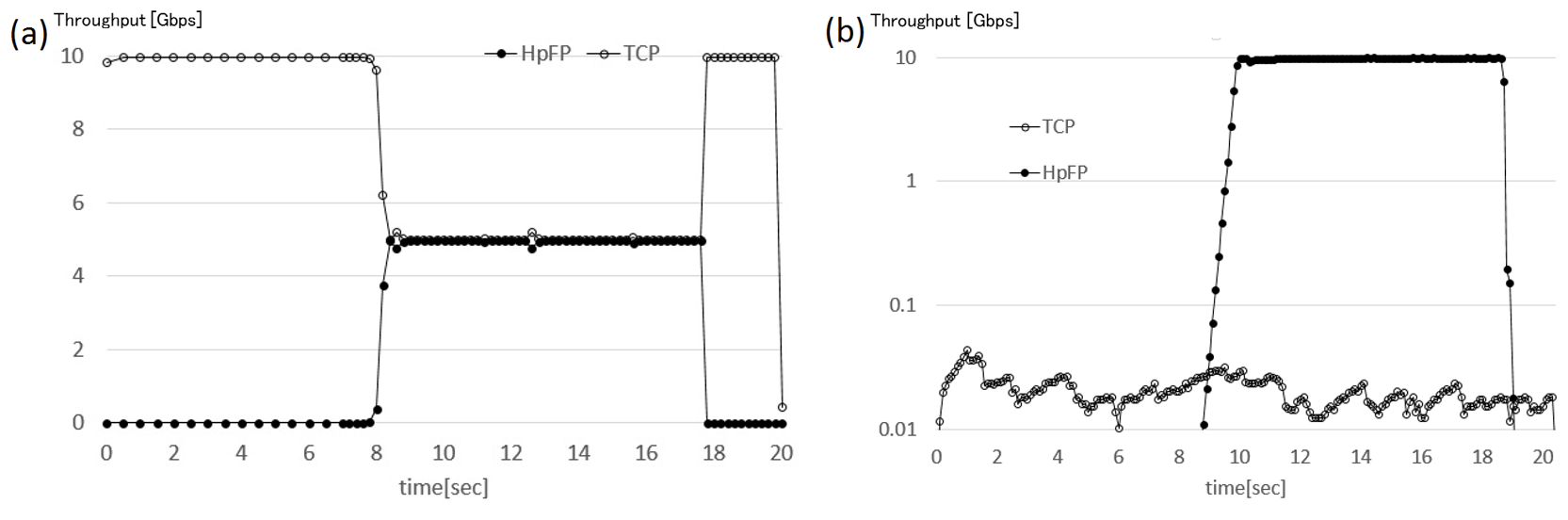
10Gbpの高速通信環境においても既存のTCPプロトコルとの間の公平性・親和性が達成されている

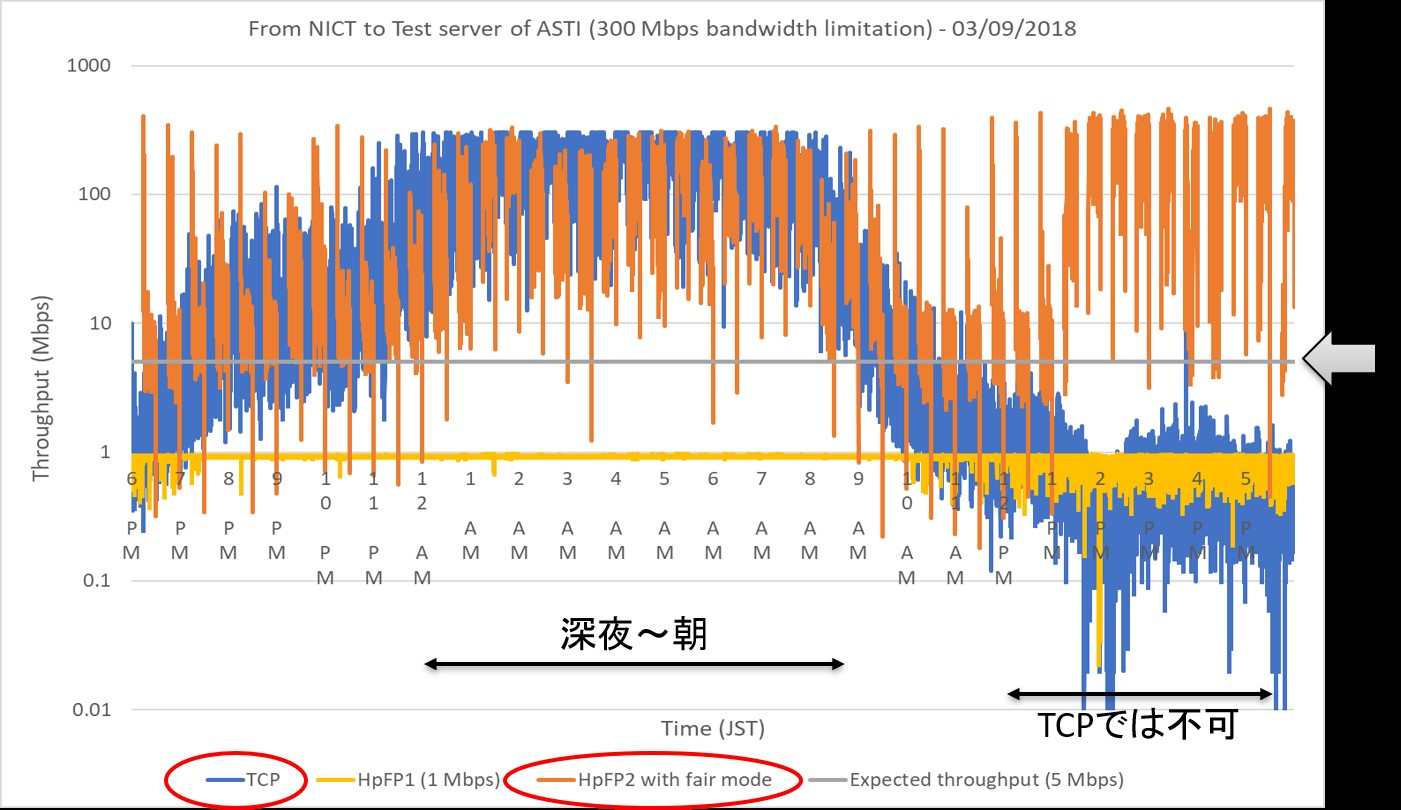
NICT-ASTI（フィリピン）間でのHpFP2とTCPによる公平性検証実験結果

HpFPプロトコルの基本的な設計概念 (図：HpFP基本概念図) は、これらの独自制御に基づいたHpFPプロトコルの仕組みである。HpFPはUDPをベースに開発されており、HpFP1プロトコルスタック (図：HpFP1プロトコルスタック) はHpFP1のプロトコルスタックである。このプロトコルスタックに基づき、再送制御、輻輳制御、送出制御、フロー制御をTCPとは異なる独自のアルゴリズムで設計した。受信パケットを使って、受信サーバがパケットロスや遅延などの通信パラメータを計測または予測する。通信パラメータは確認応答（ACK）を使って送信側に伝えられる。これにより、送信サーバは、最適なサイズ及びタイミングでパケット送出を行う。既存IPモバイル網を想定した高遅延ネットワーク上でのTCPの振る舞い (図：既存IPモバイル網を想定した高遅延ネットワーク上でのTCPの振る舞い) に示すようにTCPと比較して高いふるまいを示す一方、公平性・親和性については配慮しておらず、インターネット上での利用は大きく制限されていた。なお、HpFP1を用いたネットワーク環境計測ツールhperf1は専用回線や衛星通信回線の品質検証ツールとして有効であることが確認されている。  

## HpFP version2（HpFP2）
HpFP1をインターネット等のパブリックネットワークで利用する際には他のトラフィック（とくにTCP）との公平性が重要となり、HpFP1の課題となっていた。情報通信研究機構とクレアリンクテクノロジー社が2018年度に開発したHpFP2（HpFPバージョン2）ではこの問題をほぼ解決できている。10Gbpの高速通信環境でのスループットによる室内実験（図：10Gbpの高速通信環境においても既存のTCPプロトコルとの間の公平性・親和性が達成されている）では、既存のTCPプロトコルとの間の公平性・親和性が達成されている。図：NICT-ASTI（フィリピン）間でのHpFP2とTCPによる公平性検証実験結果である。（図：NICT-ASTI（フィリピン）間でのHpFP2とTCPによる公平性検証実験結果01）24時間計測を行った結果、輻輳のない深夜の低トラフィック時にはTCP（CUBIC）およびHpFPは高いスループットを達成するが、平日午後の高トラフィック時にはCUBICとHpFPでは100倍以上のスループット差が出ている。（CUBICのスループットが低いため、HpFPはCUBICを阻害することなく高スループットを達成できる。）その中間時間は両者はほぼ同様のスループットを達成しており、公平性を担保していることがわかる。

## hperf
hperfはHpFPをベースとしたネットワーク環境計測ツールである。TCPをベースとしたiperfを模して設計した。hperf1（hperfバージョン1）はHpFP1をベースに、hperf2（hperfバージョン2）はHpFP2をベースに実装している。 

## HCP tools
HCP toolは、情報通信研究機構が基本設計を行い、クレアリンクテクノロジーが実装したHpFP2ベースの高速ファイル転送アプリケーションである。1MB以下の小サイズファイルを同時に大量伝送する際にも高速伝送性能を逸しない特性を持っている。HCPサーバはLinux対応、HPCクライアントはLinux, Windows, iOS対応である。  